# هاكور توماسون

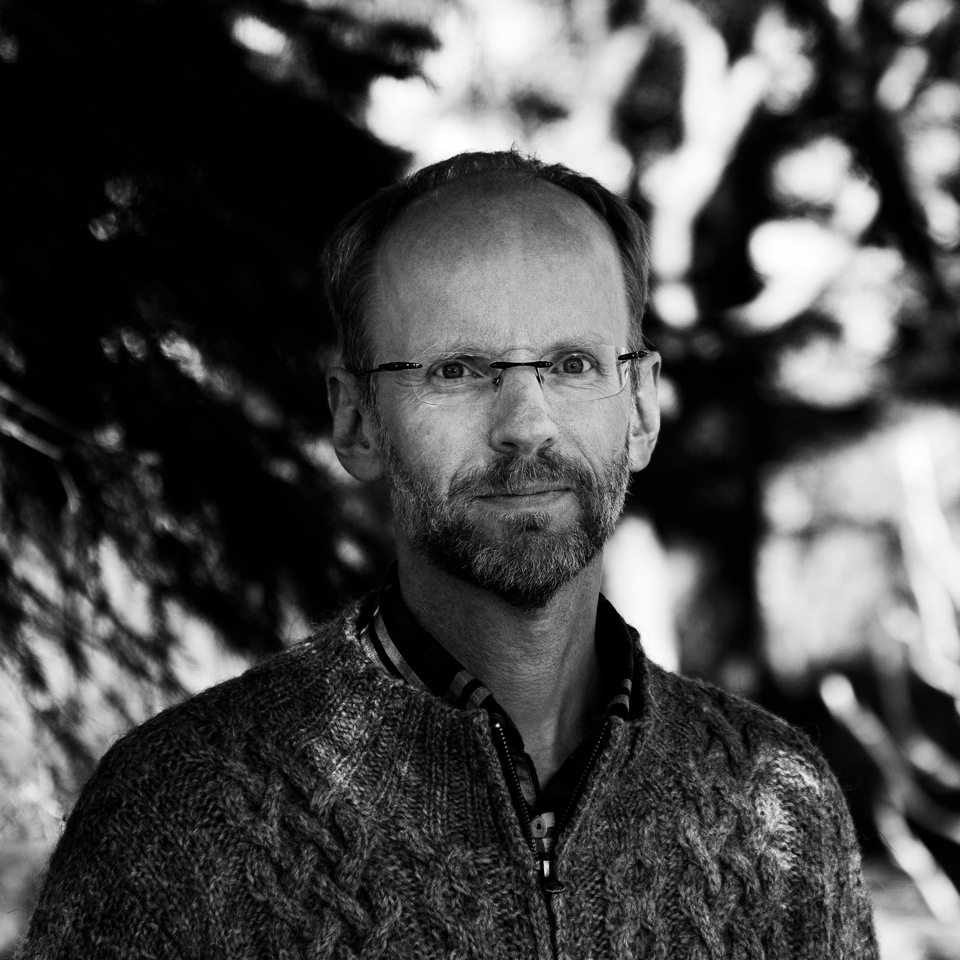

هوكور توماسون (من مواليد 9 يناير 1960) ملحن ايسلندي.
حصل على درجة الماجستير من جامعة كاليفورنيا. سان دييغو . وقد التحق أيضًا بكلية ريكيافيك للمسيقى وجامعة كولونيا للمسيقى ومعهد سويلينك للمسيقى في امستردام.